# Rutas de América
Rutas de América – wieloetapowy wyścig kolarski odbywający się od 1972 corocznie w lutym lub marcu w Urugwaju. Od 2009 jest jednym z wyścigów UCI America Tour i posiada kategorię 2.2. Do 2008 składał się z dziewięciu lub dziesięciu etapów, a po włączeniu do UCI America Tour liczbę etapów zmniejszono do sześciu.

## Zwycięzcy
| Rok  | Pierwsze                         | Drugie                          | Trzecie                          |
| ---- | -------------------------------- | ------------------------------- | -------------------------------- |
| 1972 | Luis Sosa                        | Roberto Vargas                  | Walter Tardáguila                |
| 1973 | Carlos Alcántara                 | Walter Garre                    | Alberto Ferrazán                 |
| 1974 | Waldemar Pedrazzi                | Luis Conde                      | Luis Vásquez                     |
| 1975 | Nestor Danilo Berti              | Adán Mansilla                   | Saúl Alcántara                   |
| 1976 | Ramón Cañete                     | Wilder Fagúndez                 | Walter Tardáguila                |
| 1977 | Ricardo Rondán                   | Saúl Alcántara                  | Wilder Fagúndez                  |
| 1978 | Carlos Alcántara                 | Juan da Silva                   | Gregório Gadea                   |
| 1979 | Víctor González                  | Eduardo Rodríguez               | Héctor Scayola                   |
| 1980 | Carlos Alcántara                 | Washington Díaz                 | Carlos Zarate                    |
| 1981 | José Roselló                     | Washington Silva                | Juan da Silva                    |
| 1982 | Federico Moreira                 | Eduardo Trillini                | Juan Carlos Haedo                |
| 1983 | Pedro Pais                       | Federico Moreira                | Oswaldo Frossasco                |
| 1984 | José Asconeguy                   | Gilson Alvaristo                | Ricardo Rondán                   |
| 1985 | Ricardo Rondán                   | Waldemar Correa                 | Sergio Corujo                    |
| 1986 | Wanderley Magalhães Azevedo      | Jorge Mansilla                  | Gustavo De los Santos            |
| 1987 | Marcos Mazzaron                  | Alcides Etcheverry              | Ernesto Martínez                 |
| 1988 | Federico Moreira                 | Carlos García                   | José Maneiro                     |
| 1989 | Eduardo Trillini                 | Sergio Tesitore                 | Juan Eduardo Ikatch              |
| 1990 | José Maria Orlando               | Federico Moreira                | Nicolás Galeano                  |
| 1991 | Pablo Elizalde                   | Alejandro Beldorati             | Fernando Britos                  |
| 1992 | Gustavo Artacho                  | Milton Wynants                  | Roberto Prezioso                 |
| 1993 | Pablo Elizalde                   | Luís Huvat                      | Milton Wynants                   |
| 1994 | Sergio Tesitore                  | Sergio Llamazares               | Wiaczesław Dżawanian             |
| 1995 | Gustavo Figueredo                | Claus Michael Møller            | Sergio Tesitore                  |
| 1996 | Sven Teutenberg                  | Eduardo Camarano                | Marty Jemison                    |
| 1997 | Federico Moreira                 | Walter Rafael Silva             | Gustavo Figueredo                |
| 1998 | Milton Wynants                   | Daniel Fuentes                  | Hernán Cline                     |
| 1999 | Emilio Carricondo                | Walter Pérez                    | Javier Gómez                     |
| 2000 | Gustavo Figueredo                | Alejandro Acton                 | Carlos Quiroga                   |
| 2001 | Javier Gómez                     | Federico Moreira                | Hernán Cline                     |
| 2002 | Hector Gabriel Morales Rodriguez | Jorge Bravo                     | Roman Luhovyy                    |
| 2003 | Miguel Direnna                   | Luis Alberto Martínez           | Hector Gabriel Morales Rodriguez |
| 2004 | Matías Médici                    | Miguel Direnna                  | Luis Alberto Martínez            |
| 2005 | Matías Médici                    | Miguel Direnna                  | Luis Alberto Martínez            |
| 2006 | Elanio Rodríguez                 | Luis Alberto Martínez           | Sebastián Cancio                 |
| 2007 | Milton Wynants                   | Jorge Bravo                     | Richard Mascarañas               |
| 2008 | Cristian Villanueva Regueiro     | Mauricio Gonzalo Maquia Cuestas | Alvaro Tardáguila                |
| 2009 | Hernán Cline                     | Ramiro González                 | Daniel Fuentes                   |
| 2010 | Hernán Cline                     | Magno Nazaret                   | Richard Mascarañas               |
| 2011 | Jorge Soto                       | Néstor Pías                     | Jorge Bravo                      |
| 2012 | Jorge Soto                       | Alan Presa                      | Matías Médici                    |
| 2013 | Laureano Rosas                   | Roderick Asconeguy              | Néstor Pías                      |
| 2014 | Héctor Aguilar                   | Alan Presa                      | Román Mastrángelo                |
| 2015 | Néstor Pías                      | Alan Presa                      | Bilker Castro                    |
| 2016 | Héctor Aguilar                   | Roderick Asconeguy              | Carlos Cabrera Presentado        |
| 2017 | Matías Médici                    | Alan Presa                      | Ignacio Maldonado                |
| 2018 | Alan Presa                       | Ignacio Maldonado               | Néstor Pías                      |
| 2019 | Alan Presa                       | Agustín Moreira                 | Anderson Maldonado               |
| 2020 | Agustín Moreira                  | Robert Méndez                   | No name                          |
| 2022 | Jorge Giacinti                   | Agustín Moreira                 | Roderick Asconeguy               |